# Iberville (Québec)
Pour les articles homonymes, voir Iberville.
Iberville est, depuis 2001, un secteur de la ville de Saint-Jean-sur-Richelieu, au Québec.

## Histoire
Iberville est une ancienne ville située sur la rive est de la rivière Richelieu dans l'actuelle municipalité régionale de comté du Haut-Richelieu dans la région de la Montérégie. Elle a été fondée en 1859, sur ce qui s'appelait alors Christieville; du nom de la famille de Gabriel Christie,, au lieu autrefois appelé Mille-Roches,.
Longtemps, cette agglomération fut la métropole régionale d'une vaste zone rurale incluant les villes de Henryville, Mont-Saint-Grégoire, Noyan, Sainte-Anne-de-Sabrevois, Saint-Alexandre, Sainte-Brigide-d'Iberville, Saint-Georges-de-Clarenceville, Saint-Sébastien et Venise-en-Québec. Ce groupe de municipalités ressemblait à la partie est de l'actuelle municipalité régionale de comté du Haut-Richelieu.
Iberville comptait 9 424 habitants en 2001 lors de sa fusion avec sa ville jumelle, Saint-Jean-sur-Richelieu, ainsi qu'avec la ville de Saint-Luc et les municipalités de L'Acadie et Saint-Athanase. Selon Statistique Canada, cette population est passée à 9 989 au dernier recensement (2006).
La ville était nommée en l'honneur de Pierre Le Moyne d'Iberville. Au temps de la Nouvelle-France, ce territoire faisait partie de la Seigneurie de Bleury, allouée en 1733 à Clément de Sabrevois de Bleury,

## Attraits
- Église Saint-Athanase[10],[11],[12]
- Église Trinity[13],[14]
- Manoir Christie, construit entre 1835 et 1842, pour William Plenderleath Christie, en bordure du Richelieu[15],[16]
- Ruisseau Hazen[17], un affluent du Richelieu

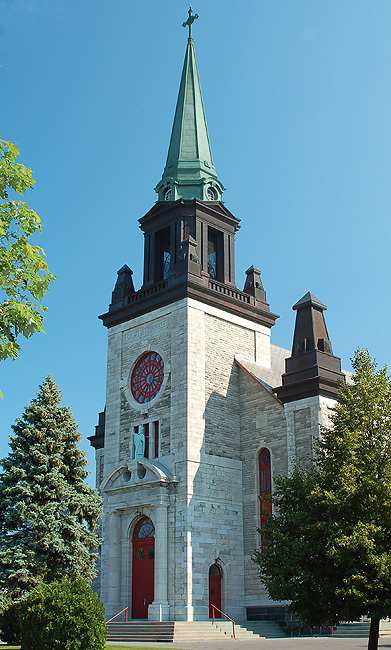
Église Saint-Athanase
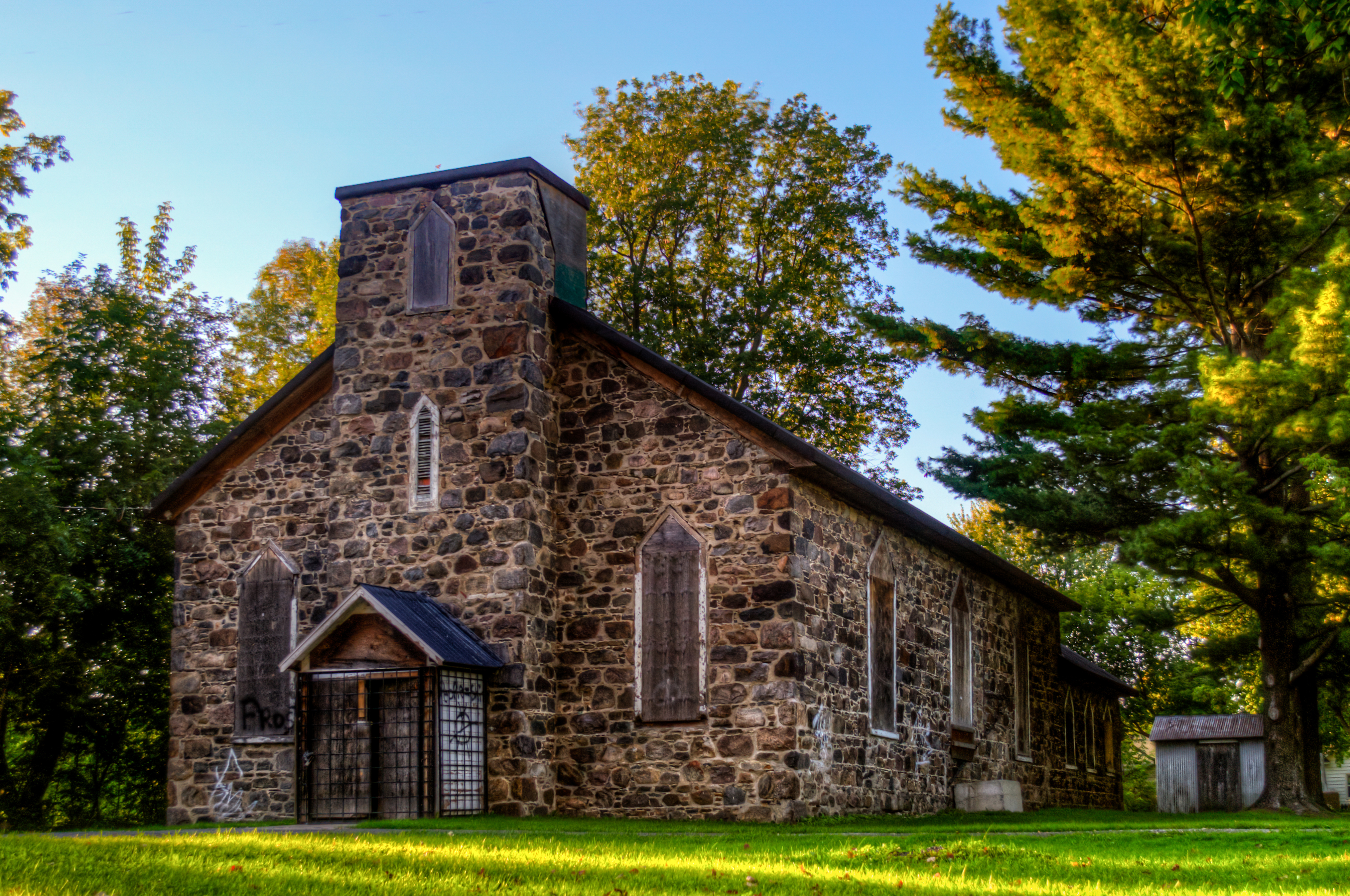
Église Trinity
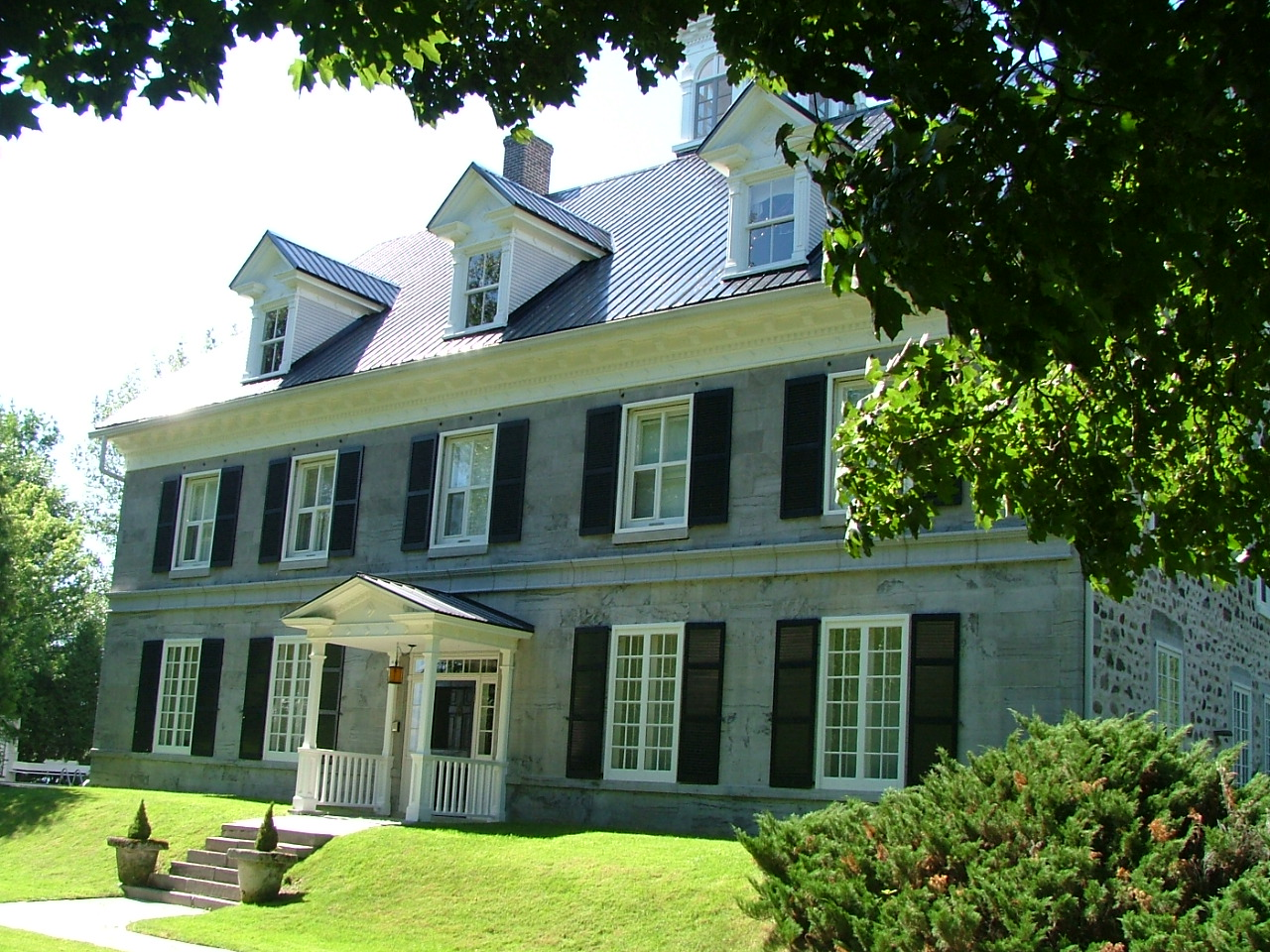
Manoir Christie
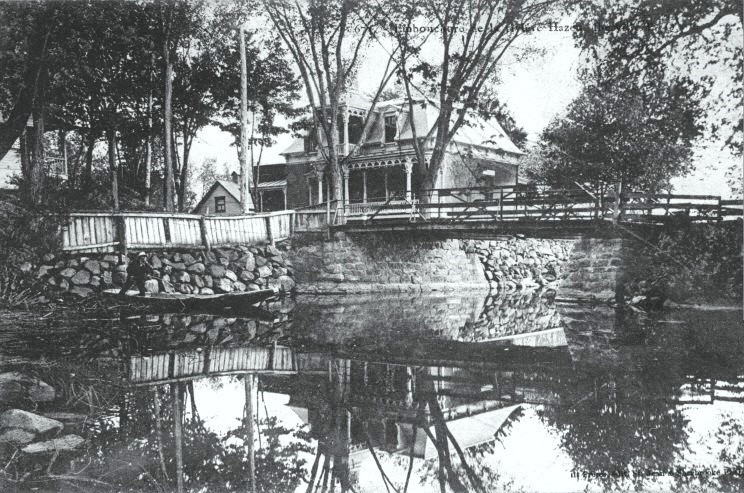
Ruisseau Hazen